# 石川慧
石川 慧（いしかわ けい、1992年9月30日 - ）は、新潟県新潟市出身のプロサッカー選手。Jリーグ・ヴァンフォーレ甲府所属。ポジションはゴールキーパー（GK）。

## 来歴

### ベガルタ仙台
2011年にベガルタ仙台に加入。しかし、林卓人が守護神として君臨していたため公式戦での出場機会は無かった。2013年3月7日、金子進が怪我のため控えのGKが1人となったソニー仙台FCに緊急で期限付き移籍となった。

#### ブラウリッツ秋田
2014年シーズンはJ3リーグに参入するブラウブリッツ秋田へ期限付き移籍。GKコーチが不在の中、元仙台の熊林親吾や島川俊郎からコンディショニングを学び、ラグビー・秋田ノーザンブレッツの選手と筋トレをするなど自立した練習を重ねる。3月9日のJ3第1節・YS横浜戦でJリーグ初出場を果たし、年間通して出場を続け、リーグ戦21試合に出場した。

#### 仙台復帰
2015年は仙台へ復帰。GK陣は六反勇治、関憲太郎、シュミット・ダニエル、石川の4人体制でシーズン開幕を迎え、5月30日にシュミットが熊本に期限付き移籍すると第3GKとなり、同月3日のナビスコ杯・川崎戦において仙台での初ベンチ入りを果たす。同年は公式戦出場は無かったものの、リーグ戦、天皇杯を含め6試合にベンチ入りした。2016年はシュミットが松本に期限付き移籍したため、六反・関との3人体制となった。2月に肉離れを起こして6週間チームを離脱したものの、六反と関が相次いで負傷したことにより、4月6日のナビスコ杯・鳥栖戦において仙台での公式戦初出場を飾った。続く同月10日のJ1 1stステージ第6節・G大阪戦でJ1リーグ戦初出場を果たした。

### 栃木SC
2018年、栃木SCへ完全移籍。しかし正GK竹重安希彦と第2GKジョニー・レオーニの2人の壁は高く、2試合の出場に留まった。

### サガン鳥栖
2019年8月5日、大久保択生が移籍しGKを探していたサガン鳥栖へ完全移籍。高丘陽平の牙城を崩せずリーグ戦の出場は0に留まった。

### ガンバ大阪
2020年1月6日、ガンバ大阪へ完全移籍。しかしG大阪でも絶対的守護神東口順昭がおり、、第2GKを同じく新加入の一森純と争う形となった。同年のリーグ戦の出場は無く、トップチームでの出場はルヴァンカップの2試合のみとなった。
2022年は、開幕前に東口が負傷。2月26日の鹿島アントラーズとの開幕戦でスタメンで起用され、第2節の浦和レッズ戦ではスーパーセーブを連発しチームのシーズン初勝利に貢献した。3月6日の第3節川崎フロンターレ戦では、2-1でリードしていた試合終盤、相手のヘディングシュートをキャッチしロングボールを蹴ろうとした際に地面にボールを置いた瞬間、背後にいた相手FW小林悠に気づかず、ボールを奪われ最後はレアンドロ・ダミアンに同点弾を許すという痛恨のミスを犯してしまった。その後も勝てないチーム状況などが続き、4月以降のリーグ戦は怪我から復帰した一森や東口にポジションを譲ることとなった。
2023年は、湘南から谷晃生が復帰し、谷と東口が正GKの座を争ったため、自身はそれに次ぐ3番手だった。カップ戦全試合、谷が海外移籍して以降はリーグ戦全試合でベンチ入りしていた。12月3日、J1最終節のヴィッセル神戸戦で先発に抜擢され、シーズン最後の試合にして同年初出場を果たした。
2024年は東口が前年からの怪我で長期離脱していたが、横浜F・マリノスへの期限付き移籍から復帰した一森が正GKを務め、自身は東口と第2GKを争い、公式戦は一度も出場機会がなかった。それでも7月25日に行われたラ・リーガに所属するレアル・ソシエダとの親善試合では先発フル出場し、チームは0-1で敗れたものの、好セーブを披露した。

### ヴァンフォーレ甲府
2025年よりヴァンフォーレ甲府に完全移籍。

## 所属クラブ
- 2005年 - 2007年 新潟市立関屋中学校
- 2008年 - 2010年 新潟明訓高等学校
- 2011年 - 2017年  ベガルタ仙台
  - 2013年3月 - 同年12月  ソニー仙台FC (期限付き移籍)
  - 2014年  ブラウブリッツ秋田 (期限付き移籍)
- 2018年 - 2019年8月  栃木SC
- 2019年8月 - 同年12月  サガン鳥栖
- 2020年 - 2024年  ガンバ大阪
- 2025年 -  ヴァンフォーレ甲府

## 個人成績
| 国内大会個人成績 | 国内大会個人成績 | 国内大会個人成績 | 国内大会個人成績 | 国内大会個人成績 | 国内大会個人成績 | 国内大会個人成績 | 国内大会個人成績 | 国内大会個人成績 | 国内大会個人成績 | 国内大会個人成績 | 国内大会個人成績 |
| 年度             | クラブ           | 背番号           | リーグ           | リーグ戦         | リーグ戦         | リーグ杯         | リーグ杯         | オープン杯       | オープン杯       | 期間通算         | 期間通算         |
| 年度             | クラブ           | 背番号           | リーグ           | 出場             | 得点             | 出場             | 得点             | 出場             | 得点             | 出場             | 得点             |
| 日本             | 日本             | 日本             | 日本             | リーグ戦         | リーグ戦         | リーグ杯         | リーグ杯         | 天皇杯           | 天皇杯           | 期間通算         | 期間通算         |
| ---------------- | ---------------- | ---------------- | ---------------- | ---------------- | ---------------- | ---------------- | ---------------- | ---------------- | ---------------- | ---------------- | ---------------- |
| 2011             | 仙台             | 22               | J1               | 0                | 0                | 0                | 0                | 0                | 0                | 0                | 0                |
| 2012             | 仙台             | 22               | J1               | 0                | 0                | 0                | 0                | 0                | 0                | 0                | 0                |
| 2013             | 仙台             | 22               | J1               | 0                | 0                | -                | -                | -                | -                | 0                | 0                |
| 2013             | S仙台            | 21               | JFL              | 1                | 0                | -                | -                | 0                | 0                | 1                | 0                |
| 2014             | 秋田             | 21               | J3               | 21               | 0                | -                | -                | 2                | 0                | 23               | 0                |
| 2015             | 仙台             | 22               | J1               | 0                | 0                | 0                | 0                | 0                | 0                | 0                | 0                |
| 2016             | 仙台             | 22               | J1               | 2                | 0                | 1                | 0                | 0                | 0                | 3                | 0                |
| 2017             | 仙台             | 22               | J1               | 0                | 0                | 0                | 0                | 0                | 0                | 0                | 0                |
| 2018             | 栃木             | 33               | J2               | 2                | 0                | -                | -                | 1                | 0                | 3                | 0                |
| 2019             | 栃木             | 1                | J2               | 0                | 0                | -                | -                | 0                | 0                | 0                | 0                |
| 2019             | 鳥栖             | 16               | J1               | 0                | 0                | -                | -                | 1                | 0                | 1                | 0                |
| 2020             | G大阪            | 25               | J1               | 0                | 0                | 2                | 0                | 0                | 0                | 2                | 0                |
| 2021             | G大阪            | 25               | J1               | 0                | 0                | 0                | 0                | 3                | 0                | 3                | 0                |
| 2022             | G大阪            | 25               | J1               | 5                | 0                | 2                | 0                | 0                | 0                | 7                | 0                |
| 2023             | G大阪            | 25               | J1               | 1                | 0                | 0                | 0                | 0                | 0                | 1                | 0                |
| 2024             | G大阪            | 25               | J1               | 0                | 0                | 0                | 0                | 0                | 0                | 0                | 0                |
| 2025             | 甲府             | 30               | J2               |                  |                  |                  |                  |                  |                  |                  |                  |
| 通算             | 日本             | 日本             | J1               | 8                | 0                | 5                | 0                | 4                | 0                | 17               | 0                |
| 通算             | 日本             | 日本             | J2               | 2                | 0                | -                | -                | 1                | 0                | 3                | 0                |
| 通算             | 日本             | 日本             | J3               | 21               | 0                | -                | -                | 2                | 0                | 23               | 0                |
| 通算             | 日本             | 日本             | JFL              | 1                | 0                | -                | -                | 0                | 0                | 1                | 0                |
| 総通算           | 総通算           | 総通算           | 総通算           | 32               | 0                | 5                | 0                | 7                | 0                | 44               | 0                |

| 2020   | G大23  | 25     | J3     | 5 | 0 | 5 | 0 |
| 通算   | 日本   | 日本   | J3     | 5 | 0 | 5 | 0 |
| 総通算 | 総通算 | 総通算 | 総通算 | 5 | 0 | 5 | 0 |

その他の公式戦
- 2014年
  - 秋田県総合サッカー選手権大会 2試合0得点

| 国際大会個人成績 | 国際大会個人成績 | 国際大会個人成績 | 国際大会個人成績 | 国際大会個人成績 |
| 年度             | クラブ           | 背番号           | 出場             | 得点             |
| AFC              | AFC              | AFC              | ACL              | ACL              |
| ---------------- | ---------------- | ---------------- | ---------------- | ---------------- |
| 2013             | 仙台             | 22               | 0                | 0                |
| 2021             | G大阪            | 25               | 2                | 0                |
| 通算             | AFC              | AFC              | 2                | 0                |

- 公式戦初出場 - 2013年5月25日 JFL第13節 vsツエーゲン金沢（金沢市民サッカー場）
- Jリーグ初出場 - 2014年3月9日 J3第1節 vsY.S.C.C.横浜（ニッパツ三ツ沢球技場）

## タイトル

### クラブ
ソニー仙台FC
- NHK杯・河北杯争奪宮城県サッカー選手権大会：1回（2013年）

ブラウブリッツ秋田
- 秋田県総合サッカー選手権大会：1回（2014年）